# 1255 pr. n. št.

## Smrti
- Nefertari, egipčanska kraljica (* okoli 1300 pr. n. št.)